# Pereira
Pereira (španska izgovorjava: [peˈɾejɾa]) je glavno mesto kolumbijskega departmaja Risaralda. Leži v vznožju Andov na območju, kjer pridelujejo kavo v Kolumbiji, uradno znanem kot Os kave. Pereira, skupaj s preostalim delom pokrajine, je del Unescove svetovne dediščine, znane kot Kulturna krajina Coffee Columbia. Je najbolj poseljeno mesto v območju in drugo najbolj naseljeno mesto v regiji Paisa za Medellínom. Pereira je tudi del osrednjega zahodnega metropolitanskega območja, ki ima 709.322 prebivalcev in ga sestavljajo Pereira in sosednji mesti Dosquebradas in La Virginia.
Kot glavno mesto departmaja Risaralda je Pereira sedež vlade Risaralde, skupščine departmaja, departmajskega sodišča, metropolitanske oblasti in generalnega državnega tožilca. Služi tudi kot sedež številnih javnih podjetij in institucij kolumbijske države. Ker je v središču zlatega trikotnika (ki ga sestavljajo mesta Bogotá, Medellín in Cali), je Pereira postala še posebej pomembna na področju trgovine.

## Toponim
Pereira je dobila ime po odvetniku, lastniku zemljišč in naturistu Franciscu Pereiri Martínezu. Bil je zagovornik neodvisnosti mesta, ki stoji na istem mestu kot Stari Cartago.
Mesto Pereira je znano kot biser Otúna (La perla del Otún) ali mesto brez vrat (La ciudad sin puertas).

## Geografija
Pereira leži znotraj Kavnega trikotnika Kolumbije, širokega območja, ki je neformalno omejeno s sledenjem te oblike na zemljevidu Bogote, Medellina in Calija. Ožje opredeljeno, Pereira leži v Cordilleri Central (gorski verigi) Kolumbije v dolinah rek Otún in  Cauca. Na severu so La Virginia, Marsella in Dosquebradas. Na severovzhodu je Santa Rosa de Cabal, na vzhodu pa Tolima. Na jugu sta Quindío in Valle del Cauca, na zahodu pa Balboa in Valle del Cauca.
Občinsko območje meri 702 km². Na severu meji z občinami La Virginia, Marseilles in Dosquebradas, na severovzhodu z Santa Rosa de Cabal in na vzhodu z departmajem Tolima, na jugu z departmaji Quindío in Valle del Cauca, na zahodu z občino Balboa in departmajem Valle del Cauca.
Pereira ima, tako kot številna kolumbijska mesta, območja na visoki nadmorski višini s težkim dostopom ali ravnimi ali strmimi deli. Ulice so razporejene po nadmorski višini posameznih con.
Večji del občinskega ozemlja ustreza strmim višinam gorovja. Med orografskimi značilnostmi so zasneženi Quindio, Ruiz in Santa Isabel, ki so v mejah z departmaji Quindío, Caldas in Tolima. Ima tudi druge značilnosti, kot je Santa Barbara, znana tudi kot Alto del Nudo. Hidrografski sistem občine vključuje reke Cauca, Barbas, La Vieja, Otún in Consota s številnimi pritoki.

### Podnebje
Podnebje Pereire niha med toplim podnebjem 9,9 %, zmernim podnebjem 60,7 %, hladnim podnebjem 11,5 %, paramo 17,7 %. Povprečna letna količina padavin je 2750 mm.
Ozemlje Pereirano, ki se razteza predvsem od vzhoda proti zahodu, daje mestu različno podnebje znotraj meja. Na primer, območja Caimalito in Cerritos zahodno od mesta, blizu reke Cauca, imajo temperature do 28 stopinj, saj je višina v tem območju od 950 do 1250 m. Na drugem koncu je območje Julita, kjer je Tehnološka univerza Pereira. Zaradi ozemlja, ki ga zasedajo veliki gozdovi, je eno najhladnejših predelov mesta z visoko vlažnostjo. Temperatura v tem območju se giblje okoli 18 stopinj, s povprečno višino okoli 1550 m nmv.
Ta raznolikost podnebja in terena ponuja bogato paleto vegetacije in krajine, ki Pereiri zagotavlja eno najbogatejših biotskih raznovrstnosti v državi. Vendar pa je mesto tudi območje visoke potresne ranljivosti zaradi vrste tal in geoloških prelomov, ki ga prečkajo. Povprečna temperatura je 22 stopinj Celzija.

## Zgodovina
Zgodovina mesta sega v predkolumbovsko obdobje, v katerem je bilo sedanje mestno območje naseljeno s kulturami Quimbaya in Pijao, ki sta bili splošno priznani po svojih zlatarjih. V tej regiji je maršal Jorge Robledo 9. avgusta 1540 ustanovil mesto Cartago, vendar je bilo zaradi obleganja Pijaosov ali gospodarskih razlogov to mesto leta 1691 premaknjeno na mesto, ki trenutno zaseda severni konec doline Cauca, proti bregovom reke La Vieja. Prvotno mesto je spet postalo džungla in pokopalo ostanke civilizacije. Na nekaj ruševinah španskega prebivalstva, ki jih je prečkala pot, ki je vodila od Valle del Cauca v Medellín, skozi Manizales, je skupina 20 družin Antioqueno že zgradila svoje domove, ko se je pojavila peščica Vallecaucanov, ki je našla prebivalstvo Carthage La Vieja, danes Pereira. Čeprav je formalna osnova izhajala iz skupine Caucano, je bil nastanek Pereire še eno poglavje kolonizacije Antioqueno, prispevek drugih družbenih skupin, kot je Caucano, pa je bil na začetku razmeroma majhen.
Kasneje sta se z idealom oživitve tega mesta, ki je bilo do takrat območje džungle, sta se 24. avgusta 1863 prezbiter Remigio Antonio Cañarte in Jesús María Ormaza Niño med drugimi vrnila na ruševine starodavnega Carthaga, kjer sta postavila nekaj koč, ki so bile blagoslovljene 30. avgusta istega leta. 6 let se je naselje imenovalo Carthage, leta 1869 pa so ga preimenovali v Villa de Pereira, v čast zdravnika Francisca Pereira Martíneza, ki se je leta 1816 po porazu domoljubnih gostiteljev Simóna Bolívarja v bitki pri Cachiríju, skupaj z bratom Manuelom Pereiro zatekel na to območje.
Od leta 1870 in zlasti zaradi državljanskih vojn 1876 in 1885 je regija sprejela nov val priseljencev iz Antioquieaje. Naseljensko skupino leta 1863 in naslednjih let so sestavljali melioratorji, ki so si želeli le eno parcelo, drugo skupino pa so sestavljali ljudje večjih ambicij in podjetniških sposobnosti. Nekateri od njih so bili povezani z antioquieajskimi kapitalisti, ki so financirali njihove dejavnosti, ki so vključevale izravnavo gora in zagon živinorejskih rančev s peonadami in velikimi kapitalskimi naložbami. Prihod v mesto skupine trgovcev in strokovnjakov ob koncu 19. stoletja in začetku 20. stoletja je uvedel šolstvo kot nov razlog za družbeno diferenciacijo. Pojavila se je nova elitna skupina, ki je postala vodja gospodarskih, državljanskih in političnih dejavnosti mesta.
Pereira je bilo mesto, kjer je bila zadnja usmrtitev v Kolumbiji. David López, 19, je bil obtožen umora Ricarda Torresa 30. novembra 1888. Lopez je neuspešno izčrpal vse pozive, da bi mu prihranil življenje; je bil usmrčen v Pereiri 26. julija 1890, potem ko je strelskemu vodu rekel, naj mu strelja neposredno v srce.
V 1920-ih so se naseljenci iz Antioquie preselili v Pereiro zaradi ekonomsko strateške lege, rodovitne zemlje in lepega vremena. Naseljenci so pridelali velike količine visokokakovostne kave v z minerali bogati vulkanski andski prsti. Drugi proizvodi so vključevali sladkorni trs in govedo. Naseljenci so prihajali tudi iz mest, kot sta Valle del Cauca in Bogotá. V 1950-ih, v obdobju dvostrankarskega političnega boja v državi, je Pereira postala zatočišče za tisoče Kolumbijcev, saj je štirikrat povečala svoje prebivalstvo in ustvarila nacionalni talilni lonec, ki je za vedno spremenil njeno skupnost. V zadnjih letih je mesto doseglo urbano identiteto in pomembno rast v svojem kulturnem razvoju. Družbeno vključevanje in višja izobrazba zagotavljata mestu trajno gospodarsko in kulturno rast.
V gospodarski recesiji leta 1999 in stagnirajočih letih 2000 in 2001 so nekateri prebivalci Pereire emigrirali v ZDA in Španijo. Proti letih 2005 in 2006 si je Pereira opomogla od upada in šla v gospodarski razcvet, z novimi pisarniškimi, maloprodajnimi in stanovanjskimi gradnjami ter, kar je najpomembneje, Megabusom, glavnim sistemom javnega prevoza, odprtim za javnost. Leta 2015 je bil za javnost odprt novi Ukumari Biopark, v začetni fazi z 2 bioregijama. Načrtovano je, da bo imel do 8 bioregij, vključno z Andskimi gorami, afriško puščavo, Amazonko in številnimi drugimi, vključno z odsekom, namenjenim za mehanske vožnje.
Do leta 2016 je bila Pereira epicenter obsežne urbane prenove, saj so številna mednarodna podjetja odprla nove trgovine, tovarne in logistične centre. Stopnja brezposelnosti se je močno zmanjšala z ene najvišjih v državi na nacionalni standard 9 %. Pereira se začenja spreminjati v glavno mesto regije osi kave ali Eje Cafetero, pri čemer številni prebivalci iz sosednjih mest, kot sta Armenija in Manizales, prihajajo v Pereiro, da bi nakupovali blago v trgovinah, ki so edinstvene za Pereiro.

## Demografija
Leta 2018 je imela Pereira približno 467.269 prebivalcev, štirinajsto največje mesto Kolumbije. Pereira je pobrateno mesto Dosquebradas (približno pet minut vožnje od Plaza de Bolivar), ki ima približno 200.000 prebivalcev. S skupnim prebivalstvom okoli 709.322, ameriško naselje Pereira vključuje tudi La Virginia. Pereira, Dosquebradas in La Virginia obsegajo metropolitansko območje Pereira. Zaradi urbanizacije ima Pereira eno najbolj pravičnih porazdelitev bogastva v Kolumbiji.

## Gospodarstvo
Občina Pereira ima v svoji gospodarski strukturi razvejano gospodarstvo, pri čemer primarni sektor predstavlja 5,7 % BDP, sekundarni sektor 26,2 % in terciarni sektor 68,1 %. Gospodarstvo Pereire je leta 2004 zraslo za 3,7 % zaradi vodilnega programa nacionalne vlade, večje pretočnosti v finančnem sistemu, prispevkov čezmorskih prebivalcev, ki pomembno vplivajo na potrošnjo in izboljšanih cen nafte, premoga, niklja in kave. Ta gibanja so se odrazila v povečanju tako ponudbe kot povpraševanja po blagu in storitvah.
Trgovina je druga najpomembnejša dejavnost ustvarjanja delovnih mest. Pomemben del mestne trgovine je že v nakupovalnih centrih (Alcides Arevalo, Bolivar Plaza, Lake Plaza, Novacentro, Parque Arboleda, Pereira Plaza, Victoria, Unicentro itd.), kjer je na voljo pestra ponudba izdelkov in storitev.
V zadnjih letih so bili zgrajeni hoteli in letovišča, z več ustanovami, ki so v središču Pereire in na obrobju, kot je Sonesta Cerritos, kot odgovor na povečanje števila obiskovalcev mesta iz različnih razlogov, ki ustvarjajo dodano vrednost v različnih sektorjih.

### Kmetijstvo
V regiji Pereira je zaposlovanje v kmetijstvu 70-odstotno zasnovano na trajnih posevkih, 8-odstotno na letnih pridelkih in 22-odstotno zaposlitev začasnih delavcev. Kmetijski proizvodi vključujejo različne pridelke, kot so kava, ananas, sladkorni trs, kakav, žito, guma in živina. Pereira je del kolumbijske osi gojenja kave.

### Proizvodnja
Glavni proizvod Pereire so oblačila. Drugi izdelki so izdelki iz aluminija, motorna kolesa in telekomunikacijsko tehnologijo. Pereira gosti tudi multinacionalne korporacije, kot so Avesco, Nestle in Coats. V prihodnosti se lahko proizvaja etanol, saj se v bližnji dolini Cauca goji sladkorni trs, ki je nujna surovina za proizvodnjo etanola.[8]

### Trgovina
Trgovina je bil drugi največji sektor zaposlovanja v Pereiri in v letu 2010. Komercialna podjetja vključujejo številna nakupovalna središča, domove, hipermarkete in supermarkete. Obstajajo tudi lokali s hitro prehrano, hoteli in kongresni center.

## Turizem
Pereira je na nacionalni ravni znana po tem, da je pomembno mesto za turizem, ki privablja obiskovalce, saj je središče kulturne krajine kave, kot jo imenuje UNESCO. Pereira ima več znamenitosti, ki privabljajo turiste, kot so kip Bolivarja, viadukt ter številni bazeni na prostem in rekreacijski parki. Jezero Otún in Santa Isabel sta destinaciji za športni pustolovski turizem. Pereira ima tudi nočno življenje z bari in nočnimi klubi, ki so večinoma na aveniji Circunvalar. Pereira je tudi zdravstvena destinacija, v kateri so številne klinike, v katerih so zdravstveni specialisti, pa tudi estetske klinike. Mesto je tudi najpogostejše prizorišče za dve kolumbijski žajfnici na Netflixu: Sin Senos No Hay Paraiso in nadaljevanje Sin Senos, Si Hay Paraiso. Prav tako je zelo blizu doline Cocora (Valle de Cocora v španščini), ki je približno 45 minut vožnje od Pereire in je znana po svojih velikanskih palmah, ki jih vsako leto obiščejo vse vrste domačih in mednarodnih turistov.

### Ukumari biopark
Tematski park rastlin in živali ali Bioparque Ukumari je v sektorju Galicije, 14 kilometrov od mesta. Slovi kot najbolj ambiciozen turistični projekt osi kave in največji tematski park v Latinski Ameriki s površino 820.000 m². Živali so v naravnih okoljih, ki predstavljajo celine Afrike, Amerike, Evrazije, Avstralije in kolumbijskih vzhodnih nižin, Amazonije, atlantske obale in regije osi kave. Ta biopark vsebuje 3D atrakcije, interaktivne igre in scenarije biotske raznovrstnosti, povezane z adrenalinom.
Biopark je izobraževalni in varstveni predlog za Kolumbijo in svet, ustvarjen z idejo »živali in njene okolice«, z namenom razbiti stereotipe o viktorijanskih živalskih vrtovih z zaporniškimi ogradi za živali. Bioparc Ukumari je svoja vrata odprl 30. junija 2015, zadnji dan junija se je začel uradni prenos živali iz živalskega vrta Matecaña (pred kratkim zaprtega) v gozdove Ukumaríja. Sprva je ponujal samo razstavo bioregije andskih gozdov, ki predstavlja dom 69 % kolumbijskih ptic. Poleg tega bo še šest drugih bioregij, tri z eksotičnimi živalmi iz Afrike in Azije ter štiri druge bioregije kolumbijskega ozemlja.
Za začetno fazo prenosa živali v biopark in otvoritev bioregije Andskih gozdov je bilo vloženih 80 milijard pesosov, razdeljenih med nacionalno vlado, Ministrstvo za industrijo, trgovino in turizem ter INFIPEREIRA. Nakup zemljišča za biopark in gradnja sta stala 30 milijard pesov.
Pričakuje se, da bo Ukumarí postal razvojni motor Pereire in nova priložnost za dvig turizma v regiji. Kot so prejšnje uprave Pereire poudarjale že več kot desetletje, bo ta projekt dopolnil os kave in bo skupaj z mednarodnim letališčem Matecaña nov ponos querendona, trasnochadora in morena.

### Zanimivosti
- Tehnološka univerza Pereira, (planetarij in botanični vrt Tehnološke univerze Pereira in Guaducto, bambusov most).
- Stolnica Gospe revščine, Pereira.
- Lucy Tejada, kulturni center in muzej.
- Muzej umetnosti Pereira
- Arheološki muzej Jaime Mejia
- Svetišče Fatimske Matere Božje.
- Rekreacijski park Consota: ekopark Noetove kmetije, vodni park
- Olimpijska prizorišča: vas, bazeni, teniška igrišča, košarkarska igrišča in velodrom.
- Narodni naravni park Los Nevados
- Botanični vrt v Marseillu
- avenija Circunvalar, nakupovalni bulvar visokega cenovnega razreda
- Victoria's City Square
- Nakupovalno središče Parque Arboleda
- Unicentro ali Unicenter, največje nakupovalno središče v Osi kave
- Mestno gledališče Santiago Londoño Londoño

## Arhitektura
V središču mesta na obzorju prevladuje republikanski slog nizkih stavb. V Ciudad Victoria so zgradbe tako v sodobnem kot v manj številnih kolonialnih slogih.
Rekonstrukcija starega galerijskega sektorja je največji projekt družbene in gospodarske prenove v mestu. Od zgodnjih 1980-ih so bili v Pereiri pozivi k urbani prenovi na tem propadajočem območju. To je povzročilo razvoj današnjega mesta Ciudad Victoria, ki ima raznolike javne prostore, med katerimi je tudi Plaza de Bolívar. Je nasproti stolnice Gospe revščine (Catedral de Nuestra Señora de la Pobreza de Pereira) in slovi po spomeniku Goli Bolívar (Bolívar Desnudo). Območje je glavno središče trgovskih in finančnih dejavnosti mesta, pa tudi stičišče njegovih prebivalcev.
Druge pomembne znamenitosti so kulturni center Lucy Tejada, ki je na mestu osrednje galerije, kjer je Kulturni inštitut Pereira, izdajatelj Remigio Antonio Cañarte, postaja Pereira, mestna knjižnica, razstavna dvorana in sedež Akademije zgodovine, med Ciudad Victoria in Avenue Circunvalar je prestopni most, ki povezuje obe območji, tako s stezami za pešce kot s kolesarskimi stezami.
Najpomembnejše prizorišče za koncerte, umetniške predstave in jedro kulturnega življenja v Pereiri je Teatro Municipal Santiago Londoño, ki je z imenom poklon enemu svojih najvidnejših pokroviteljev. V mestu so še Knjižnica in razstavišče, Banka Republike Kolumbije (Banco de la República de Colombia) in Muzej moderne umetnosti, slednji s sodobnimi razstavnimi dvoranami in avditorijom.
Victoria ima Parque Lineal Egoyá med ulicami 14 in 18 z 0,6 ha parkovnih površin. Njegovo ime izvira od kanala Egoyá, ki poteka skozi središče mesta, zdaj pa večinoma pod zemljo.
Med najbolj reprezentativnimi spomeniki mesta so:
- Bolívar Desnudo (Goli Bolivar): Rodrigo Arenas Betancourt, Plaza Bolivar.[7]
- Monumento a los Fundadores (Spomenik ustanoviteljem): Rodrigo Arenas Betancourt. Carrera 13 z Calle 12.
- Prometeo Encadenado (Priklenjeni Prometej): Rodrigo Arenas Betancourt. Tehnološka univerza v Pereiri.
- Cristo Sin Cruz (Kristus brez križa): Rodrigo Arenas Betancourt. Cerkev Fatimske Matere Božje.
- La Rebeca: Leonidas Mendez. Park Avenue Cardigan Circunvalar.
- Ferrocarril (Železnica): spomenik prometu. Obalni prometni terminal.
- Jorge Eliécer Gaitán: Alexandra Ariza. Park Jorge Eliecer Gaitan, nasproti bolnišnice San Jorge.
- Obelisk: Hernando Hoyos. Calle 17 s carrera 6.
- General Rafael Uribe Uribe: A. Franco Cano. Park jezero.
- El Viajero (Popotnik): Antonio Segui. Avenija 30. avgusta, krožno križišče Kuba.

### Fotografija
Zaradi geografske lege in kulturne raznolikosti ima Pereira čudovite krajine, ki bi jih lahko ujeli ljubitelji fotografije.
- Viaducto César Gaviria Trujillo: Ta most je eno najpomembnejših inženirskih objektov v Kolumbiji, z vrha pa je tudi panoramski pogled na Pereiro.

Viadukt César Gaviria Trujillo povezuje Pereiro z Dosquebradasom, ki je pomemben del za promet vozil med mesti Armenia, Pereira in Manizales, trenutno skoznjo pelje 186.000 vozil dnevno, poleg tega pa je nagrajen z nacionalno nagrado za arhitekturo. Odprt je bil 15. novembra 1997 in je dobil ime v čast 40. predsednika Kolumbije Césarja Gaviria, ki se je rodil v mestu Pereira. Dolžina osrednjega dela je 211 m. Most predstavlja referenčno točko mesta in je skupaj s spomenikom Goli Bolívar ena njegovih glavnih ikon. Leta 2006 je bil uveden sistem za preprečevanje skokov ljudi v reko Otún, ki je sestavljena iz dveh ovir na robovih mostu, ki otežujeta plezanje.
- Botanični vrt Tehnološke univerze Pereira', kraj je kot nalašč za tiste, ki so navdušeni nad fotografijo v naravnem svetu in polni znanja o rastlinskih primerkih v regiji kave.
- Laguna del Otún je impozanten in veličasten kraj, kot nalašč za dobro fotografsko delo, kjer je avtohtono rastlinje in velik del kolumbijske biotske raznovrstnosti.
- Spomenik Simona Bolivarja, Bolívar Desnudo, ki ga je izdelal mojster Rodrigo Arenas v bronu in je v središču Pereire. Je eden od simbolov, ki predstavlja mesto in je vreden fotografiranja.
- Catedral Nuestra Señora de la Pobreza: Je umetniško delo in verska dediščina, ima zapleteno strukturo dvanajst tisoč kosov lesa, ki držijo kupolo, ki je vredna poznavanja in fotografiranja.

## Pobratena mesta
Pereira je pobratena z:
- Miami-Dade County, Florida, ZDA
- Gainesville, Florida, ZDA
- Mérida, Mehika

## Galerija
- El Lago Uribe Uribe Park
- Bolívar Plaza
- Rio de La Vieja
- Levi iz Matecaña Zoo